# Cappeln (Oldenburg)
Cappeln est une ville allemande située en Basse-Saxe, dans l'arrondissement de Cloppenburg.

## Géographie
La commune de Cappeln est située à 7 km au sud-est de Cloppenburg.

## Histoire
Cappeln a été mentionnée pour la première fois dans un document officiel en 1159.

## Jumelages
- Langenstein (Halberstadt) (Allemagne) depuis 1991